# Noctic, Larráinzar
Noctic är en ort i Mexiko.   Den ligger i kommunen Larráinzar och delstaten Chiapas, i den sydöstra delen av landet, 700 km öster om huvudstaden Mexico City. Noctic ligger 2 027 meter över havet och antalet invånare är 107.
Terrängen runt Noctic är varierad. Runt Noctic är det ganska tätbefolkat, med 166 invånare per kvadratkilometer. Närmaste större samhälle är Bochil, 12,0 km nordväst om Noctic. I omgivningarna runt Noctic växer i huvudsak städsegrön lövskog.